# المعجم الجغرافي للجزيرة العربية
المعجم الجغرافي للجزيرة العربية ، (بالإنجليزية: Gazetteer of Arabia)‏، ويعرف أيضا بأسم: دليل العرب، (بالإنجليزية: A Handbook of Arabia)‏: موسوعة تاريخية وجغرافية وإحصائية باللغة الإنجليزية، من إصدار الحكومة البريطانية، تعنى بمنطقة الجزيرة العربية.
الدليل عبارة عن ملخص مُرتّب ترتيبًا أبجديًا للقبائل، العشائر، والسمات الجغرافية (منها المدن، القرى، البحيرات، الجبال، والآبار) في الجزيرة العربية والمشمولة في ثلاث مجلدات منفصلة. تتراوح المدخلات من أوصاف قصيرة مكوّنة من جملة واحدة أو جملتين إلى مدخلات أطول مكوّنة من عدة صفحات لأماكن مثل العراق واليمن.
تشير مقدمة مختصرة إلى أن الدليل كان يهدف في الأصل إلى التعامل مع الجزيرة العربية بالكامل، «جنوب خط مرسوم من رأس خليج العقبة عبر معان إلى أبو كمال على نهر الفرات،» وليضم كذلك ولايتي بغداد والبصرة، مع الإشارة إلى أنه تقرر تأجيل نشر الدليل قبل الانتهاء من استكماله، وبناءً عليه فإن المجلدات الثلاثة التي تُشكل هذا الملف الآن تحتوي ببساطة على «الكثير من المخطوطات التي كانت جاهزة في ذلك الوقت». كما تشير المقدمة إلى عدم التحقق من المحتويات.

## المجلدات

### المجلد الأول
يحتوي المجلد كتيّب الجزيرة العربية، المجلد I، عام (أركان حرب الأميرالية، قسم الإستخبارات البحرية: مايو، ١٩١٦) على معلومات جغرافية وسياسية ذات طابع عام تتعلق بشبه الجزيرة العربية. تم إعداد المجلد لصالح الأميرالية ومكتب الحرب، وتمت الاستعانة بمصادر تشمل المعلومات الأصلية التي تم الحصول عليها بهدف تجميع المجلد منذ اندلاع الحرب العالمية الأولى. تم تخصيص فصول منفصلة لكل بلد أو منطقة في شبه الجزيرة العربية، وتضم تلك الفصول معلومات عن الطابع المادي ودراسات استقصائية اجتماعية وسياسية.
يشتمل المجلد على مذكرة عن الاستخدام الرسمي، صفحة العنوان، و«مذكرة» عن تجميع المجلد. توجد صفحة «محتويات» وتشمل الأقسام التالية:
- الفصل الأول: مسح مادي
- الفصل الثاني: مسح اجتماعي
- الفصل الثالث: القبائل البدوية: أ. القبائل الشمالية، ب. قبائل الغرب الأوسط، ج. قبائل الجنوب الأوسط، د. قبائل الشرق الأوسط، **ملحق: القبائل الرحل غير البدوية؛
- الفصل الرابع: الحجاز؛
- الفصل الخامس: عسير؛
- الفصل السادس: اليمن؛
- الفصل السابع: عدن وحضرموت: أ. عدن والمنطقة الداخلية، ب. حضرموت؛
- الفصل الثامن: عُمان أ. سلطنة عُمان، ب. عُمان المستقلة
- الفصل التاسع: ساحل الخليج، أ. سلطنة الكويت، ب. الأحسا، ج. البحرين، د. قطر، هـ. الساحل المتصالح؛
- الفصل العاشر: نجد؛
- الفصل الحادي عشر: جبل شمر؛
- الفصل الثاني عشر: مناطق نفود الشمالية والدهناء؛
- الفصل الثالث عشر: قبائل الشمال الغربي المستوطنة؛
- الفصل الرابع عشر: قبائل الغرب المستوطنة؛
- الفصل الخامس عشر: قبائل الجنوب المستوطنة؛
- الفصل السادس عشر: قبائل الوسط المستوطنة؛
- ملحق ملاحظة عن المصطلحات الطوبوغرافية والمصطلحات الشائعة؛
- فهرس؛
- لوحات.
- يشمل الجزء الأمامي من المجلد «قائمة للخرائط» و«مذكرة عن هجاء المصطلحات المضبوطة». الخرائط الواردة في هذا المجلد هي:
  - خريطة ١: الجزيرة العربية المقاطعات والمدن؛
  - خريطة ٢: الخصائص الجبلية للجزيرة العربية؛
  - خريطة ٣: معالم سطح الأرض للجزيرة العربية؛
  - خريطة ٤: خريطة قبائل الجزيرة العربية.

يحتوى المجلد أيضًا على خمس عشرة لوحة من الصور الفوتوغرافية والرسومات من قبل النقيب ويليام هنري إرفين شكسبير، دوجلاس كاروثرز، النقيب جيرارد ليتشمان، الدكتور جوليوس يوتنج، جورج وايمان بوري، وصمويل باريت مايلز.

### المجلد الثاني
المجلد عبارة عن وصف للطرق مُعَدٌّ من قبل (أركان حرب الأميرالية، قسم الإستخبارات البحرية: مايو 1917)، ويحتوي على تفاصيل عن طرق شبه الجزيرة العربية، بالإضافة إلى معلومات عن النقل وخطوط الاتصال مرتبة على أساس جغرافية. تم دمج فصول تتعلق بالأرصاد الجوية ومعلومات عن النظافة والصحة العامة والأمراض والمفردات اللغوية. ولقد تم إعداد هذا المجلد للأميرالية ومكتب الحرب. تظهر في بداية كل فصل المصادر التي تم الاعتماد عليها في تجميع الطرق، بالإضافة إلى ملاحظات عن الاتجاهات والمسافات، بينما تم تجميع بعض الأقسام بناءً على معلومات محلية. تشتمل المصادر المذكورة على: جورج أوجست والين، ويليام جيفورد بالجريف، كارلو كلاوديو كاميللو جورمانى، السيدة آن بلنت، تشارلز هوبر، جوليوس أوتينج، جيرارد ليتشمان، جيرترود بيل، أندرز كريستيان باركلاى رونكيار، ويليام هنرى إرفين شكسبير، وجون جوردون لوريمر.
يحتوى المجلد على ملحوظة بشأن السرية، صفحة عنوان، و«ملحوظة» عن تجميع المجلد. توجد صفحة «محتويات» وتشمل الأقسام التالية:
- الفصل الأول: وسائل النقل؛
- الفصل الثاني: الاتصالات، (أ) الطرق الشمالية، (ب) الطرق الشرقية، (ج) الطرق الوسطى، (د) الطرق الغربية، (هـ) الطرق الجنوبية الغربية، (و) الطرق الجنوبية، (ز) الطرق الجنوبية الشرقية؛
- الفصل الثالث: الطرق، (أ) الطرق الشمالية، (ب) الطرق الشرقية، (ج) الطرق الوسطى، (د) الطرق الغربية، (هـ) الطرق الجنوبية الغربية، (و) الطرق *الجنوبية، (ز) الطرق الجنوبية الشرقية؛
- الفصل الرابع: ملاحظات عن الأرصاد الجوية؛
- الفصل الخامس: النظافة والصحة العامة والأمراض؛
- الفصل السادس: مفردات؛
- ملحق ملاحظة عن نظام الترجمة الصوتية وفهرس للمصطلحات الطوبوغرافية والمصطلحات الشائعة؛
- فهرس؛
- لوحات.

توجد أيضًا «قائمة خرائط»، و«ملحوظة عن هجاء المصطلحات المضبوطة». يحتوى هذا المجلد على خريطة واحدة: «خريطة 5. الخريطة الرئيسية للطرق». بالإضافة إلى ذلك، هناك تسع لوحات أعدها كل من دوجلاس كاروثرز، والنقيب ويليام هنرى إرفين شكسبير، والنقيب جيرارد ليتشمان، والمقدم صمويل باريت مايلز.